# Gediminas Vagnorius
Gediminas Vagnorius (10 de juny de 1957) és un polític lituà i va ser un dels que va signar la Llei que va permetre el restabliment de l'Estat de Lituània. Va ocupar el càrrec de Primer Ministre de Lituània entre 1991 i 1992, i novament des de 1996 fins a 1999.
Va dimitir el 1999 per les crítiques de la seva resposta a la crisi financera russa de 1998 i els desacords entre Vagnorius i Vytautas Landsbergis.